# Aloe castanea
Aloe castanea är en grästrädsväxtart som beskrevs av Selmar Schönland. Aloe castanea ingår i släktet Aloe och familjen grästrädsväxter. Inga underarter finns listade i Catalogue of Life.

## Bildgalleri

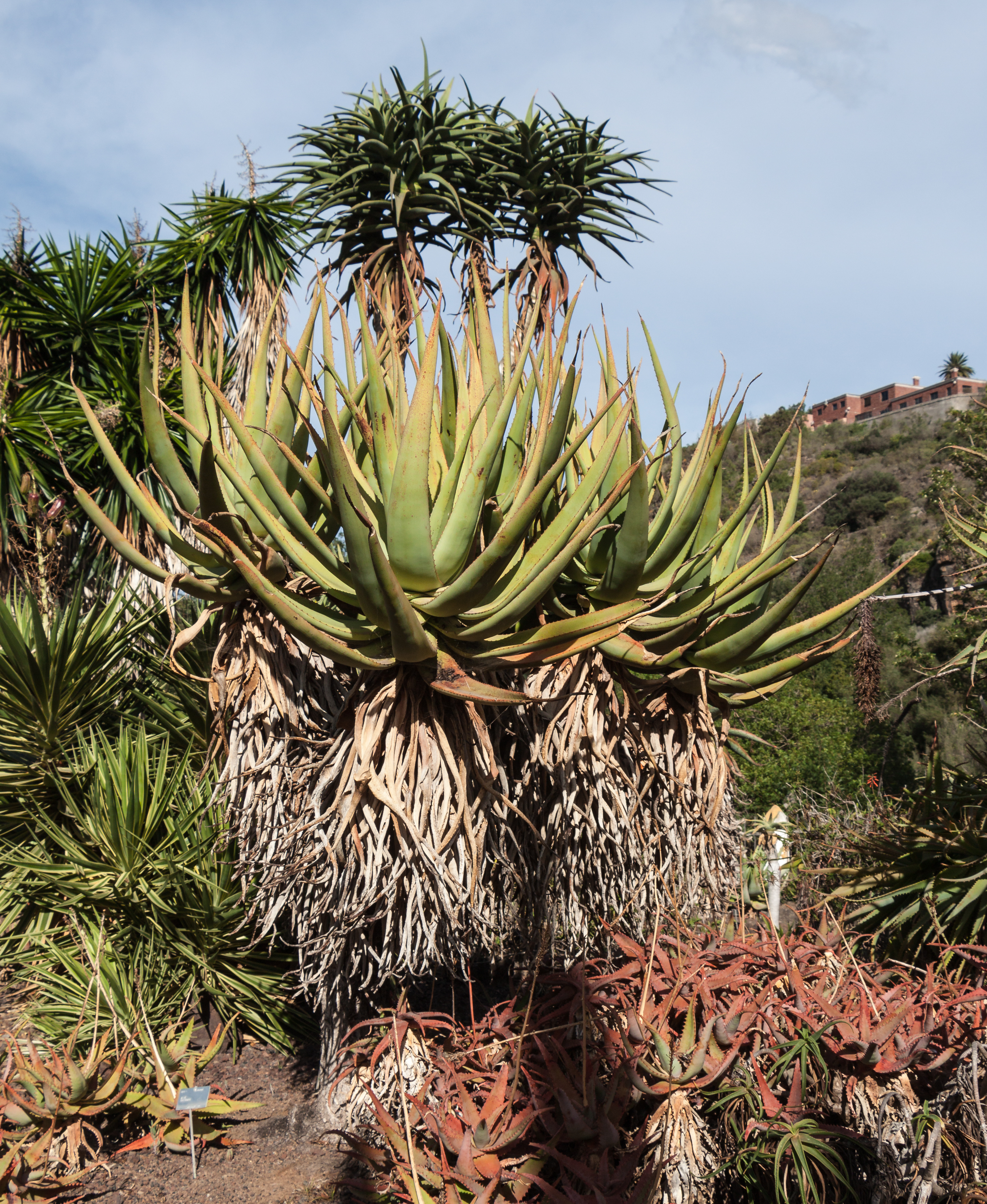